# Pintor de Pronomos

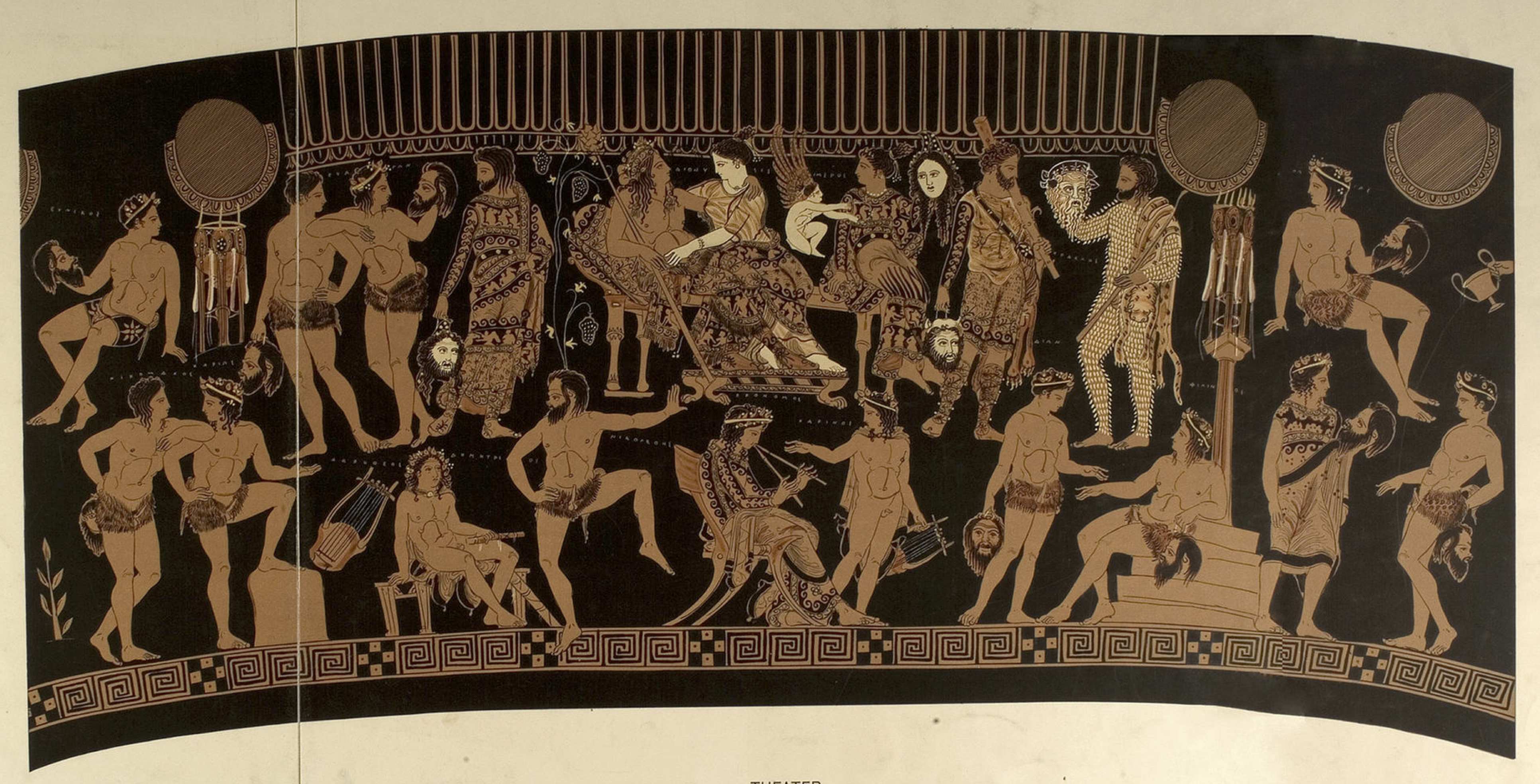
Imatge representada en el crater de Pronomos, al Museu Arqueològic Nacional de Nàpols

Pintor de Pronomos és el nom convencional utilitzat per a identificar un pintor de ceràmica àtica de figures roges, actiu durant els primers anys del segle iv abans de la nostra era, la producció del qual s'inspira en l'obra del Pintor del Dinos.
La seua obra més famosa és el gran crater de volutes que es troba ara a Nàpols, que representa una evocació del món teatral caracteritzat per un fort realisme. Ha pres el nom del flautista Pronomos, assegut al bell mig de la composició representant els actors mentre estudien les actituds i postures teatrals. John Beazley atribueix al Pintor de Pronomos altres dos craters de campana i un gran lècit també caracteritzat per evocacions del món dionisíac.